# Alolaktoza
{{chembox-lat
| verifiedrevid = 447473179
| ImageFile = Allolactose.png
| ImageSize = 200px
| IUPACName = -{(3R,4S,5S,6R)-6-[[(2R,3R,4S,5R,6R)}--3,4,5-Trihidroksi-6-(hidroksimetil)oksan-2-il]oksimetil]oksan-2,3,4,5-tetrol
| OtherNames = 6-O-β--Galaktopiranozil--glukoza; β--Galaktopiranozil (1→6)--glukoza
| Section1 = !Identifikacija
|-

| 

| 
- 28447-39-4

|-
| 

| 
- interaktivna slika

|-
| 
| 
- CHEBI:36229

|-
| 
| 
- 4957195

|-
| 

| 
- 6454902

|-
| 
|-
| 
|-
| Section2 = !Svojstva
|-
| 
| 
|-
| Molarna masa
|   
|-
| Section4 = 
}}
Alolaktoza je disaharid koji je sličan sa laktozom. On se sastoji od monosaharida -galaktoze i -glukoze povezane putem β1-6 glikozidne veze umesto β1-4 veze laktoze. Ona se može formirati putem transglikozilacije laktoze posredstvom β-galaktozidaze.
Ona je induktivni agens  operona kod Escherichia coli. Ona se vezuje za podjedinicu tetramernog  represora, što dovodi do konformacionih promena i redukuje afinitet vezivanja lac represora za lac operator, te dovodi do njegove disocijacije od lac operatora. Odsustvo represora omogučava progresiju transkripcije lac operona. Analog alolaktoze koji se ne može hidrolizovati, izopropil β-D-1-tiogalaktopiranozid (IPTG), se normalno koristi u molekularnoj biologiji za indukovanje lac operona.

## Literatura
- Robyt, John F. (1997). Essentials of Carbohydrate Chemistry (1. изд.). Springer. ISBN 978-0-387-94951-2.
- Lindhorst, Thisbe K. (2007). Essentials of Carbohydrate Chemistry and Biochemistry (1. изд.). Wiley-VCH. ISBN 978-3-527-31528-4.

## Spoljašnje veze
- allolactose на 
- „”. Архивирано на веб-сајту  (15. октобар 2014)